# Dřínov (ort i Tjeckien, Mellersta Böhmen, lat 50,28, long 14,07)
Dřínov är en ort i Tjeckien.   Den ligger i regionen Mellersta Böhmen, i den centrala delen av landet, 30 km nordväst om huvudstaden Prag. Dřínov ligger 274 meter över havet och antalet invånare är 267.
Terrängen runt Dřínov är platt. Runt Dřínov är det ganska tätbefolkat, med 116 invånare per kvadratkilometer. Närmaste större samhälle är Kladno, 14,4 km söder om Dřínov. Trakten runt Dřínov består till största delen av jordbruksmark.